# 디지털-아날로그 변환회로

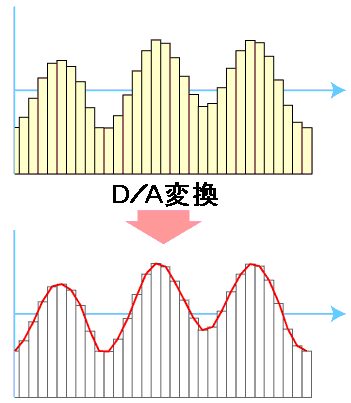
디지털-아날로그 변환회로
위：이산적인 디지털 신호
아래：복원돼서 연속된 아날로그 신호

디지털-아날로그 변환회로(영어: DAC, digital-to-analog converter)는 D/A컨버터라 하며, 부호화된 디지털 전기 신호를 아날로그 전기 신호(전압, 전류 등)로 변환하는 전자 회로이다. ADC의 역방향 처리 과정이다.
부호화 과정에서 정해진 비트수가 결정되어 있어 정밀도는 제한적이다. 제한된 정밀도를 갖는 아날로그 신호의 크기로 바꾸어 스텝 신호를 출력하면 필터회로를 사용하여 원래 신호에 가깝게 복원한다. ADC와 DAC는 주로 이진수로 표현되면 정해진 비트를 미리 결정한다. 비트수가 많으면 신호의 표현상 분해능이 높아져 정밀성이 높아지고 원래신호 복원에 유리하다. 그러나 처리회로가 복잡해진다.
전자산업의 발전과정 상 디지털화되면서 많은 부분에서 응용한다. 음악 플레이어는 처음에 아날로그 방식으로 처리되었지만, 디지털화 되면서 많은 유연성을 갖는 등 이점(저장, 통신, 변환 등)이 있어 보편화되었다.

## 디지털-아날로그 변환회로의 방식
| 명칭          | 샘플링 속도(Hz)        | 분해력(bit) | 특징                  | 용도                |
| ------------- | ---------------------- | ----------- | --------------------- | ------------------- |
| 저항 라다형   | 10M～DC                | 12～6       | 소면적, 낮은 소비전력 | 서보, 제어          |
| 저항 스트링형 | 1M～DC                 | 12～6       | 소면적, 낮은 소비전력 | 전자 볼륨           |
| 전류 출력형   | 400M～DC               | 12～8       | 고속                  | 영상 신호처리, 통신 |
| 델타시그마형  | 10M～100K(오버 샘플링) | 24～18      | 높은 분해력           | 음성 처리           |

## 램댁
특히 IBM 개인용 컴퓨터에서 비디오 카드로 사용되며, 영상 신호처리용 DAC를 램댁(RAMDAC)라고 부른다. Color Lookup Translation(CLUT)를 실행하기 위해서 792 바이트 메모리를 가지고 있으며, 인덱스 컬러 256색을 최대 1680만색의 일부분으로 변환하는(팔레트 변환) 기능을 가지고 있다. 인덱스 컬러에 의한 디스플레이는 주로 게임에 사용되지만 윈도우나 DirectX의 보급에 의해서 더 이상 사용되지 않게 되었다. 그러나 CLUT의 기능은 디스플레이의 휘도, 콘트라스트, 보정을 기술적으로 쉬워져서, 현재 판매되고 있는 비디오 카드는 CLUT에 더해져서 각 채널의 디스플레이 특성을 보정할 수 있는 램댁을 탑재하고 있다.

## 같이 보기
- 모뎀
- 아날로그-디지털 변환회로
- 전기 회로
- 집적회로